# Gregory Ruth
Gregory Ruth (* 20. Mai 1939 in Bethlehem, Pennsylvania) ist ein US-amerikanischer Ringer. Er gewann eine Bronzemedaille bei der Weltmeisterschaft 1963 in Sofia im freien Stil im Leichtgewicht.

## Werdegang
Gregory Ruth wuchs in Bethlehem (Pennsylvania) auf. Er begann an der High School mit dem Ringen und besuchte ab 1958 die University of Oklahoma, wo er in Tommy Evans einen Trainer erhielt der ihn bald in die US-amerikanische Elite der Freistilringer im Leichtgewicht führte. Er beteiligte sich schon ab 1959 an den NCAA Division I Collegiate Championships (=US-amerikanische Studentenmeisterschaft). Ferner startete Gregory Ruth auch für den New York Atletic Club und scheiterte im Jahr 1960 in der US-amerikanischen Olympiaausscheidung (Trials) für die Olympischen Spiele in Rom im Halbfinale an Shelby Wilson.
Gregory Ruth belegte im Jahr 1962 bei der USA-Meisterschaft der AAU (Amateur Athleten Union) im Leichtgewicht den 4. Platz, konnte sich aber überraschenderweise in der Qualifikation für die Weltmeisterschaft in Toledo/USA durchsetzen. In Toledo rang er im Leichtgewicht und erkämpfte sich dort einen guten 5. Platz. Nach zwei Siegen waren dort für ihn die absoluten Weltklasseringer Mohammad-Ali Sanatkaran aus dem Iran und Enju Waltschew-Dimow aus Bulgarien zu stark. Er kam aber gegen beide über die Zeit und verlor nur nach Punkten.
Im Jahre 1963 wurde Gregory Ruth für die Panamerikanische Spiele in São Paulo nominiert. Er siegte dort im Leichtgewicht vor Jose Azzari aus Guatemala und den in den 1950er Jahren aus Bremen nach Kanada ausgewanderten Zwillingsbruder von Hans Böse Kurt Böse.
Gregory Ruth war auch bei der Weltmeisterschaft 1963 in Sofia am Start. Er erkämpfte sich dort die Bronzemedaille im Leichtgewicht. Gegen Mahmut Atalay aus der Türkei und Iwao Horiuchi aus Japan musste er Niederlagen einstecken.
Bei den Olympischen Spielen 1964 in Tokio feierte Gregory Ruth zunächst drei Punktsiege, für die er jeweils mit einem Fehlpunkt belastet wurde. In der 4. Runde unterlag er dann wieder gegen Iwao Horiuchi und musste ausscheiden, weil er damit sechs Fehlpunkte erreicht hatte. Wäre ihm bei seinen drei Siegen nur ein Schultersieg geglückt, hätte er in den Kampf um die Medaillen eingreifen können, so blieb ihm nur der undankbare 4. Platz.
Nach Tokio startete Gregory Ruth bei keinen internationalen Meisterschaften mehr. Auf nationaler Ebene gelangen ihm aber noch zwei große Erfolge, als er 1965 im Weltergewicht und 1966 im Leichtgewicht die NCAA Division I Collegiat Championships gewann.

## Internationale Erfolge
(OS = Olympische Spiele, WM = Weltmeisterschaft, F = freier Stil, Le = Leichtgewicht, damals bis 70 kg Körpergewicht, We = Weltergewicht, damals bis 78 kg Körpergewicht)
- 1962, 5. Platz, WM in Toledo/Vereinigte Staaten, F, Le, mit Siegen über Peter Amey, Vereinigtes Königreich u. Roger Bielle, Frankreich u. Niederlagen gegen Mohammad-Ali Santkaran, Iran u. Enju Waltschew-Dimow, Bulgarien;
- 1963, 1. Platz, Panamerikanische Spiele in São Paulo, F, Le, vor Jose Azzari, Guatemala u. Kurt Böse, Kanada;
- 1963, 3. Platz, WM in Sofia, F, Le, mit Siegen über Constadios Kozanidis, Griechenland, Karol Hathazi, Rumänien u. Anthony Ries, Kanada u. Niederlagen gegen Mahmut Atalay, Türkei u. Iwao Horiuchi, Japan;
- 1964, 5. Platz, OS in Tokio, F, Le, mit Siegen über Dandsandardschaagiin Sereeter, Mongolei, Matti Poikala, Schweden u. Sidney Marsh, Australien u. einer Niederlage gegen Iwao Horiuchi

## Nationale Erfolge
(AAU = Amateur Athleten Union der USA, NCAA = US-amerikanischer Studenten-Sportverband)
- 1962, 4. Platz, AAU-Champ., F, Le, hinter Kazuo Abe, Japan, Mike Rodriguez u. Jim Burke,
- 1963, 1. Platz, AAU-Champ., F, Le, vor Bill Weick, Werner Holzer u. Mike Rodriguez,
- 1964, 1. Platz, AAU-Champ., F, Le, vor Jim Burke, Mamoru Shimizu, Japan u. Gerry Grenier,
- 1965, 1. Platz, NCAA-Champ., F, We, vor Vic Marcucci u. John Carr,
- 1966, 1. Platz, NCAA-Champ., F, Le, vor Len Kauffman u. Vic Marcucci,
- 1967, 2. Platz, AAU-Champ., F, We, hinter Pat Kelly u. vor Ed De Witt u. Steve Combs